# Emmesomyia longipes
Emmesomyia longipes är en tvåvingeart som beskrevs av Fritz Isidore van Emden 1941. Emmesomyia longipes ingår i släktet Emmesomyia och familjen blomsterflugor.
Artens utbredningsområde är Uganda. Inga underarter finns listade i Catalogue of Life.